# Yale-Ansatz zur Einstellungsänderung
Der Yale-Ansatz zur Einstellungsänderung (Original: Yale Attitude Change Approach) beschreibt, wie Persuasive Kommunikation die Einstellungen von Menschen ändern kann. Er wurde in den 1950er Jahren an der Yale University von einer Forschergruppe um den Psychologen Carl I. Hovland erarbeitet.

## Ziel der Studien
Hovland war im Zweiten Weltkrieg damit beauftragt gewesen, die Kampfmoral der US-Soldaten zu heben, und beschäftigte sich auch nach seiner Rückkehr an die Yale University mit der Frage, wie die Einstellungen von Menschen durch mediale Aussagen geändert werden können. In Friedenszeiten werden zum Beispiel Kampagnen zur Verbesserung der Gesundheit (Krebsvorsorge, Nichtrauchen, aktuell in den USA: gegen Adipositas von Kindern) aufgelegt.

## Laborexperimente
In etwa 50 Laborexperimenten variierte die Hovland-Gruppe unter sonst gleichen Bedingungen einzelne Parameter der Kommunikation, insbesondere Merkmale des Sprechers, Merkmale der Nachricht und Merkmale der Empfänger. Obwohl die Künstlichkeit der Laborsituation die Aussagekraft der Ergebnisse der Yale-Studien einschränkt, konnte die Hovland-Gruppe einige bedeutsame Faktoren finden, welche die Wirkung von Medieninhalten beeinflussen.

## Merkmale der Quelle
Derselbe Text bewirkt eher eine Einstellungsänderung, wenn man die Empfänger glauben macht, er stamme von einer Kapazität, als wenn sie glauben, er sei von einem Laien verfasst worden. Glaubwürdigkeit setzt sich aus zwei Komponenten zusammen: Sachkenntnis (expertness) und Vertrauenswürdigkeit (trustworthiness). Sehr glaubwürdige Quellen erzielen in der Regel größere Einstellungsänderungen als weniger glaubwürdige.
Eine Einstellungsänderung ist wahrscheinlicher, wenn der Sprecher attraktiv ist, als wenn er nicht attraktiv ist.

## Merkmale der Aussage
Botschaften wirken überzeugender, wenn sie den Empfängern nicht als Beeinflussungsversuch erscheinen.
Wenn das Publikum zwischen zwei Rednern entscheidet, die gegensätzliche Standpunkte vertreten, ist es für den ersten Redner von Vorteil, wenn vor der Abstimmung eine Pause eintritt; der zweite Redner profitiert vom Rezenzeffekt, wenn sofort nach ihm abgestimmt wird.

### Einseitige und zweiseitige Argumentation
1. Rezipienten, die einer im Medium gemachten Aussage von vornherein zustimmen, sind einer einseitigen Argumentation für diese Position zugänglicher als einer Argumentation, die auch die Gegenseite berücksichtigt.
2. Bei Rezipienten, die zu einer im Medium gemachten Aussage eine gegensätzliche Position vertreten, ist eine zweiseitige Argumentation dagegen wirksamer.
3. Menschen mit höherer formaler Bildung (Schulbildung, Hochschule etc.) sind der zweiseitigen Argumentation zugänglicher als einer einseitigen Argumentation.
4. Rezipienten mit niedriger formaler Bildung sind einer einseitigen Argumentation zugänglicher als einer zweiseitigen.
5. Langfristig ist eine zweiseitige Argumentation erfolgreicher, insbesondere dann, wenn die betroffenen Menschen mit Gegenpropaganda konfrontiert werden.

### Anordnung der Argumente
1. Menschen, die an dem im Medium präsentierten Thema nicht interessiert sind und darüber nur wenig wissen, messen dem ersten Argument die höchste Bedeutung bei. Es bildet gleichsam den Interpretationsrahmen für die folgenden Aussagen (vgl. primacy effect).
2. Rezipienten, die stark an dem im Medium präsentierten Thema interessiert sind und viel über das Thema wissen, messen dem letzten Argument die höchste Bedeutung bei (vgl. recency effect).
3. Implizite Schlussfolgerungen sind dann wirksamer, wenn den Menschen das zur Diskussion stehende Thema vertraut ist, wenn es wenig komplex ist, persönliche Betroffenheit vorliegt und die Aussage von einem wenig glaubwürdigen Kommunikator gemacht wurde.
4. Explizite Schlussfolgerungen sind dann wirksamer, wenn die eben genannten Umstände nicht gegeben sind.

### Furchterregende Appelle
Furchtappelle sind Medieninhalte, welche die ungünstigen Folgen beschreiben, die eintreten, wenn man den Schlussfolgerungen des Kommunikators nicht folgt.
1. Bei geringem Furchtanteil einer Aussage ist das Publikum nicht sonderlich interessiert und schenkt ihr kaum Aufmerksamkeit.
2. Steigt der Furchtanteil an, wächst das Interesse und die Aufmerksamkeit des Publikums. Die Beeinflussbarkeit der Rezipienten steigt.
3. Ein sehr hoher Furchtanteil einer Aussage vermindert das Interesse und die Aufmerksamkeit des Publikums. Es wehrt die bedrohlichen kommunikativen Reize ab und die Chance einer Beeinflussung schwindet.

### Sleeper-effect
1. Es gibt mit der Zeit eine Ablösung von Kommunikationsquelle und Kommunikationsinhalt. Das heißt, dass bereits nach wenigen Wochen die Skepsis der Rezipienten gegenüber Aussagen von unglaubwürdigen Quellen nachlässt. Sie schätzen diese Aussagen nach dieser Zeit positiver ein und erinnern sich eher an das, was ausgesagt wurde, aber nicht von wem.
2. Wird die unglaubwürdige Quelle für diese Aussage allerdings wieder in Erinnerung gerufen, dann lehnen die Rezipienten die Aussage wieder eher ab.

## Merkmale der Rezipienten
Auch beim Rezipienten suchte die Hovland-Gruppe nach Faktoren, die dessen Beeinflussbarkeit (Suggestibilität) für Medieninhalte mitbestimmen.
Ein abgelenktes Publikum ist oft leichter zu beeinflussen als ein aufmerksames.
Eine mittlere Selbstwerteinschätzung des Rezipienten fördert seine Beeinflussbarkeit.
Im Alter von 18–25 Jahren ist man leichter zu beeinflussen als später.

### Intelligenz
Menschen mit geringerer Intelligenz sind leichter zu beeinflussen, als Menschen mit überdurchschnittlicher Intelligenz.
Rezipienten mit hoher Intelligenz sind vor allem dann stärker beeinflussbar als weniger intelligente Menschen, wenn rational und logisch argumentiert wird. Menschen mit hoher Intelligenz werden durch unlogische und irrationale Argumentation weniger stark beeinflusst als weniger intelligente Rezipienten.

### Weitere Faktoren
1. Menschen, die regelmäßig aggressives Verhalten zeigen, sind relativ unbeeinflussbar durch „Überredungskommunikation“.
2. Menschen, die psychoneurotische Störungen zeigen (Angstschweiß, Schlaflosigkeit, Verfolgungsideen usw.), sind ebenfalls relativ unempfänglich für persuasive Kommunikation.

Die Aussagekraft der Ergebnisse der Yale-Studien ist aufgrund ihres Entstehens im Labor immer wieder kritisiert worden, ebenso wie die faktische Theorielosigkeit der Untersuchung, die lediglich Schlüsselvariablen im Persuasionsprozess offenlegte.

## Weiterführende Literatur
- Roland Burkart: Kommunikationswissenschaft. Grundlagen und Problemfelder; Umrisse einer interdisziplinären Sozialwissenschaft. 4. überarbeitete und aktualisierte Auflage. Böhlau, Wien u. a. 2002, ISBN 978-3-8252-2259-8, (UTB 2259 Medienwissenschaft, Kommunikationswissenschaft ISSN 0340-7225), S. 198ff.
(Teilweise zugleich: Wien, Univ., Habil.-Schr., 1983).
- Michael Kunczik / Astrid Zipfel: Publizistik. Ein Studienhandbuch. Böhlau, Köln u. a. 2001, ISBN 3-412-11899-0, (UTB für Wissenschaft 2256 Medienwissenschaft ISSN 0340-7225), S. 294ff.
- Michael Schenk: Medienwirkungsforschung. 2. vollständig überarbeitete Auflage. Mohr Siebeck, Tübingen 2002, ISBN 3-16-146755-8, S. 77ff.